# Kanadische Squash-Meisterschaften
Die kanadischen Squash-Meisterschaften sind ein Wettbewerb zur Ermittlung des nationalen Meistertitels im Squash in Kanada. Ausrichter ist Squash Canada.
Seit 1974 werden die Meisterschaften bei den Herren und seit 1975 auch bei den Damen jährlich ausgetragen. Rekordhalter sind Jonathon Power bei den Herren mit acht Titeln sowie Heather Wallace bei den Damen mit elf Titeln.

## Kanadische Meister
Die Nummern in Klammern hinter den Namen geben die Anzahl der gewonnenen Meisterschaften wieder. Folgende Spieler konnten die Meisterschaft gewinnen:
| Jahr | Herren                                     | Damen                                      |
| ---- | ------------------------------------------ | ------------------------------------------ |
| 1974 | Gordon Anderson                            | nicht ausgetragen                          |
| 1975 | Michael Desaulniers                        | Patricia Faulkner                          |
| 1976 | Michael Desaulniers (2)                    | Heather McKay                              |
| 1977 | Bruce Brownlee                             | Jane Cartmel                               |
| 1978 | Jug Walla                                  | Nancy Ballantyne                           |
| 1979 | Michael Desaulniers (3)                    | Beryl Paton                                |
| 1980 | Brad Desaulniers                           | Ann Thompson                               |
| 1981 | Doug Whittacker                            | Nancy Ballantyne (2)                       |
| 1982 | Doug Whittacker (2)                        | Joyce Maycock                              |
| 1983 | Jonah Barrington                           | Joyce Maycock (2)                          |
| 1984 | Dale Styner                                | Julieanne Harris                           |
| 1985 | Dale Styner (2)                            | Julieanne Harris (2)                       |
| 1986 | Jamie Hickox                               | Gail Pimm                                  |
| 1987 | Dale Styner (3)                            | Heather Wallace                            |
| 1988 | Sabir Butt                                 | Heather Wallace (2)                        |
| 1989 | Gary Waite                                 | Heather Wallace (3)                        |
| 1990 | Sabir Butt (2)                             | Heather Wallace (4)                        |
| 1991 | Sabir Butt (3)                             | Heather Wallace (5)                        |
| 1992 | Gary Waite (2)                             | Heather Wallace (6)                        |
| 1993 | Gary Waite (3)                             | Heather Wallace (7)                        |
| 1994 | Sabir Butt (4)                             | Heather Wallace (8)                        |
| 1995 | Gary Waite (4)                             | Heather Wallace (9)                        |
| 1996 | Jonathon Power                             | Heather Wallace (10)                       |
| 1997 | Graham Ryding                              | Heather Wallace (11)                       |
| 1998 | Graham Ryding (2)                          | Melanie Jans                               |
| 1999 | Jonathon Power (2)                         | Marnie Baizley                             |
| 2000 | Jonathon Power (3)                         | Melanie Jans (2)                           |
| 2001 | Jonathon Power (4)                         | Melanie Jans (3)                           |
| 2002 | Jonathon Power (5)                         | Margo Green                                |
| 2003 | Jonathon Power (6)                         | Marnie Baizley (2)                         |
| 2004 | Graham Ryding (3)                          | Alana Miller                               |
| 2005 | Jonathon Power (7)                         | Melanie Jans (4)                           |
| 2006 | Shahier Razik                              | Carolyn Russell                            |
| 2007 | Shahier Razik (2)                          | Alana Miller (2)                           |
| 2008 | Jonathon Power (8)                         | Alana Miller (3)                           |
| 2009 | Shahier Razik (3)                          | Runa Reta                                  |
| 2010 | Shahier Razik (4)                          | Miranda Ranieri                            |
| 2011 | Shahier Razik (5)                          | Miranda Ranieri (2)                        |
| 2012 | Shahier Razik (6)                          | Miranda Ranieri (3)                        |
| 2013 | Shawn Delierre                             | Samantha Cornett                           |
| 2014 | Shahier Razik (7)                          | Samantha Cornett (2)                       |
| 2015 | Shawn Delierre (2)                         | Samantha Cornett (3)                       |
| 2016 | Andrew Schnell                             | Hollie Naughton                            |
| 2017 | Nick Sachvie                               | Hollie Naughton (2)                        |
| 2018 | Andrew Schnell (2)                         | Danielle Letourneau                        |
| 2019 | Nick Sachvie (2)                           | Samantha Cornett (4)                       |
| 2020 | ausgefallen aufgrund der COVID-19-Pandemie | ausgefallen aufgrund der COVID-19-Pandemie |
| 2021 | David Baillargeon                          | Danielle Letourneau (2)                    |
| 2022 | David Baillargeon (2)                      | Hollie Naughton (3)                        |
| 2023 | David Baillargeon (3)                      | Hollie Naughton (4)                        |
| 2024 | David Baillargeon (4)                      | Hollie Naughton (5)                        |
| 2025 | Liam Marrison                              | Nicole Bunyan                              |